# Pompeu (voleibolista)
Marco Antônio da Silva Pompeu (São Paulo , 11 de fevereiro de 1968)  é um ex-voleibolista indoor brasileiro  que atuou na posição de Central  e  foi campeão sul-americano pela   Seleção Brasileira em 1989, conquistando também a primeira medalha para o Brasil da história da Liga Mundial, tal edição realizada em 1990, além disso foi semifinalista no Campeonato Mundial de 1990 no Japão.

## Carreira
Pompeu serviu a seleção principal no Campeonato Sul-Americano de 1989, sediado em Curitiba-Brasil.
O técnico Josenildo de Carvalho o convocou para disputar a primeira edição da Liga Mundial, cuja fase final deu-se na cidade de Osaka-Japão, isto no ano de 1990, ocasião que Pompeu junto com seus companheiros de seleção conseguiu a classificação para fase final e obteve a medalha de bronze, primeira medalha do país nesta competição.
Em 1988 estava no  Telesp quando foi convocado para Seleção Brasileira pelo então técnico Young Wan Sohn em preparação para os Jogos Olímpicos de Verão de Seul.
Também em 1990 esteve na equipe brasileira que disputou o Campeonato Mundial, este realizado no Rio de Janeiro-Brasil, alcançando as semifinais, mas terminaram apenas na quarta posição, desperdiçando a chance de ocupar um dos lugares no pódio, e jogou ao lado de Marcelo Negrão, Maurício Lima, Giovane Gávio, Tande, Cidão,Jorge Edson, Janelson, Paulão, Wagner Bocão, Betinho,Pampa, Carlão, cujo técnico era Bebeto de Freitas, auxiliado por Jorjão.
Pompeu jogava pelo Frigorífico Chapecó em 1991 quando foi convocado por Josenildo de Carvalho para Seleção Brasileira; vestindo a camisa#4 disputou sua segunda edição consecutiva da Liga Mundial, cuja fase final realizou-se em Milão-Itália, ocasião que terminou na quinta colocação.
Anos mais tarde, formado em Fisioterapia, compos a Comissão Técnica da Seleção Brasileira de Voleibol Feminino do técnico José Roberto Guimarães sendo o Fisioterapeuta na preparação e campanha do Grand Prix de Voleibol de 2006.

## Títulos e Resultados
- 1990- 4º Lugar do Campeonato Mundial (Rio de Janeiro,  Brasil)[5]
- 1991- 5º lugar da Liga Mundial de Voleibol (Milão,  Itália)[8]